# Тенги
Тенги (天喜) је јапанска ера (ненко) која је настала после Еишо и пре Кохеи ере. Временски је трајала од јануара 1053. до августа 1058. године и припадала је Хејан периоду. Владајући монарх био је цар Го-Реизеи.

## Важнији догађаји Тенги ере
- 1056. (Тенги 4, седми, осми месец): Комета је уочена на Истоку у зору.[4]
- 1057. (Тенги 5, девети месец): Абе но Јоритоки је убијен у бици стрелом.[5]